# Collarín de la dalmática

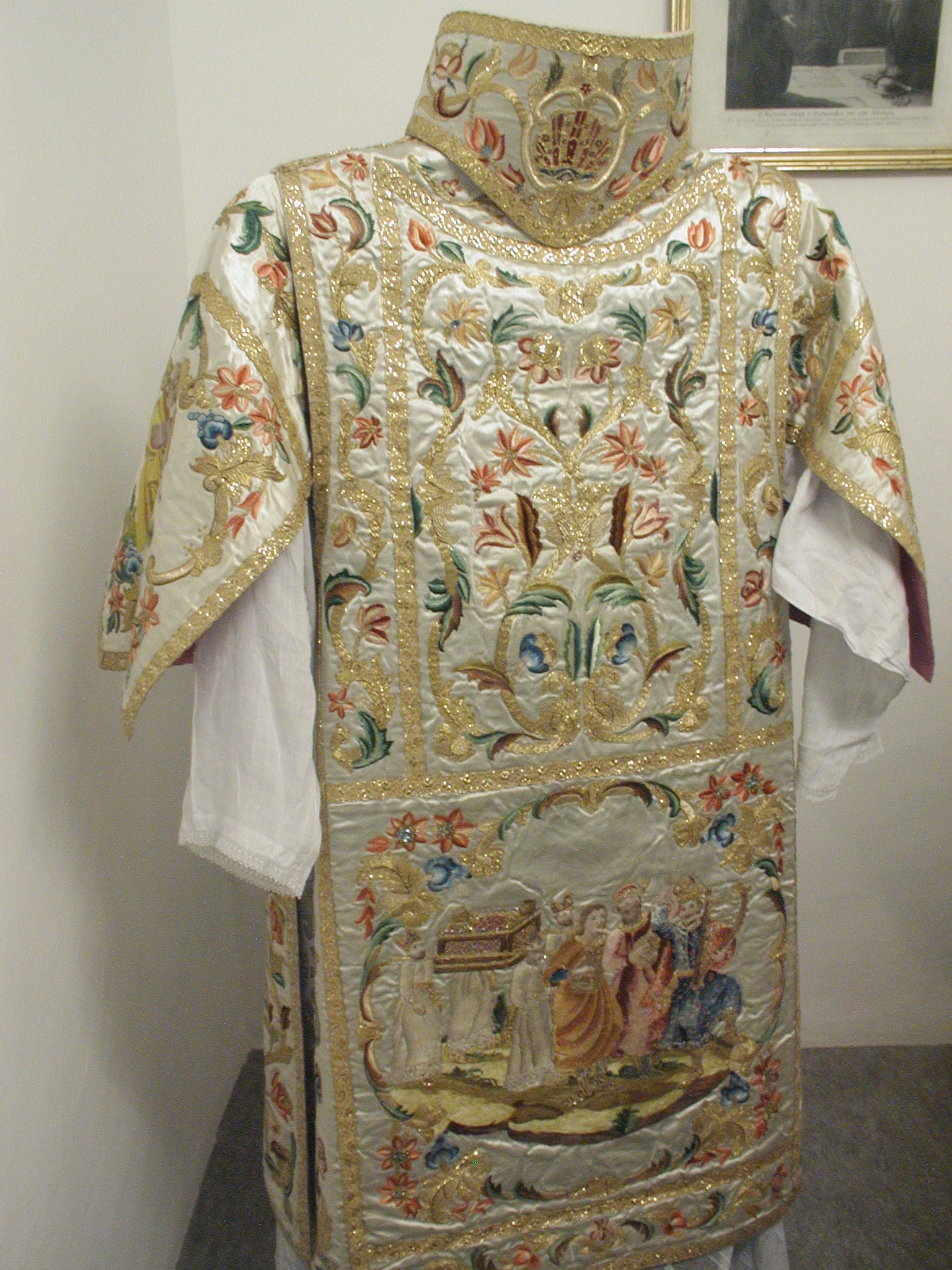
Dalmática española con su típico gorjal o collarín. Vista trasera

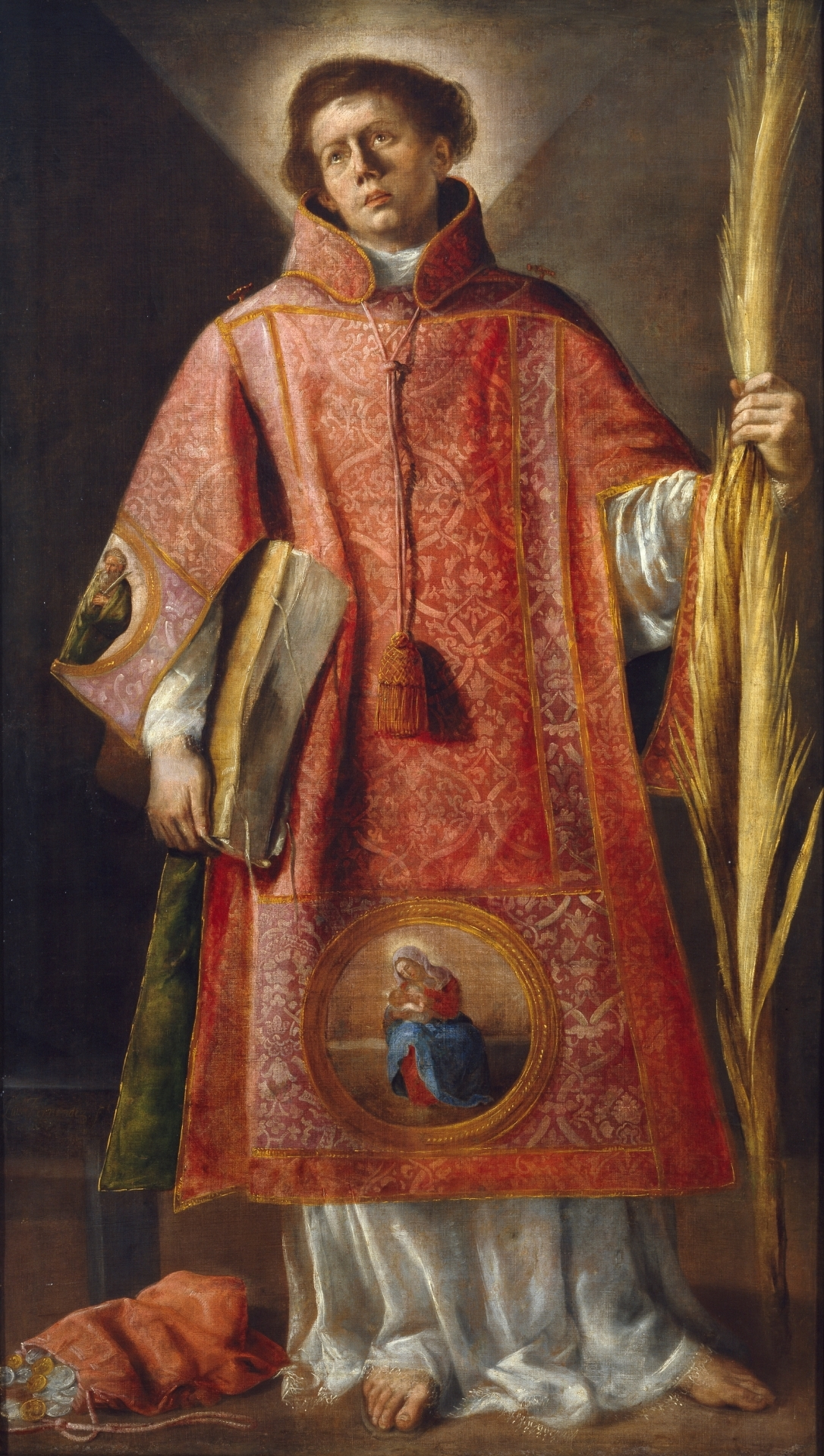
Vista de frente de un collarín. Pintura de San Lorenzo por Luis Fernández

El Gorjal o Collarín de la dalmática es una pieza independiente, colocada sobre la dalmática cuyo fin es darla más vistosidad a la vestidura litúrgica.
Es un uso propio de España y se usa tanto en el rito romano como en el rito isidoriano.